# Industry Standard Architecture

Disposición de los pines (pinout) del bus ISA de 16 bits.

En informática, Industry Standard Architecture o ISA (en español: Arquitectura Industrial Estándar), es una arquitectura de bus creada en 1980 por IBM, en Boca Ratón (Florida), para ser empleado en las computadoras IBM PC.

## Reseña histórica
ISA se creó en 1980 como un sistema de 8 bits en la IBM PC, y en 1983 se extendió como la XT bus architecture. El nuevo estándar de 16 bits se introduce en 1984 y se le llama habitualmente AT bus architecture. Diseñado para conectar tarjetas de ampliación a la placa base, el protocolo también permite el bus mastering, aunque solo los primeros 16 MiB de la memoria principal están disponibles para acceso directo. El bus de 8 bits funciona a 4,77 MHz (la misma velocidad que el procesador Intel 8088 empleado en el IBM PC), mientras que el de 16 bits opera a 8 MHz (el de Intel 80286 del IBM AT). Está también disponible en algunas máquinas que no son compatibles IBM PC, como el AT&T Hobbit (de corta historia), los Commodore Amiga 2000, 3000 y 4000, así como los BeBox basados en PowerPC. Físicamente, la ranura XT es un conector de borde de tarjeta de 62 contactos (31 por cara) y 8,5 centímetros, mientras que el AT se añade un segundo conector de 36 contactos (18 por cara), con un tamaño de 14 cm. Ambos suelen ser en color negro. Al ser retrocompatibles, puede conectarse una tarjeta XT en un slot AT sin problemas, excepto en placas mal diseñadas físicamente.
En 1987, IBM comienza a reemplazar el bus ISA por su bus propietario MCA (Micro Channel Architecture) en un intento por recuperar el control de la arquitectura PC y con ello del mercado PC. El sistema es mucho más avanzado que ISA, pero incompatible física y lógicamente, por lo que los fabricantes de ordenadores responden con el Extended Industry Standard Architecture (EISA) y posteriormente con el VESA Local Bus (VLB). De hecho, VLB usa algunas partes originalmente diseñados para MCA debido a que los fabricantes de componentes ya tienen la habilidad de fabricarlos. Ambos son extensiones compatibles con el estándar ISA.
Los usuarios de máquinas basadas en ISA tenían que disponer de información especial sobre el hardware que iban a añadir al sistema. Aunque un puñado de tarjetas eran esencialmente plug-and-play (enchufar y listo), no era lo habitual. Frecuentemente había que configurar varias cosas al añadir un nuevo dispositivo, como la IRQ, las direcciones de entrada/salida, o el canal de acceso directo a memoria (DMA). MCA había resuelto esos problemas, y actualmente PCI incorpora muchas de las ideas que nacieron con MCA (aunque descienden más directamente de EISA).
Estos problema con la configuración llevaron a la creación de ISA PnP, un sistema plug-and-play que usa una combinación de modificaciones al hardware, la BIOS del sistema, y el software del sistema operativo que automáticamente maneja los detalles más gruesos. En realidad, ISA PnP acabó convirtiéndose en un dolor de cabeza crónico, y nunca fue bien soportado excepto al final de la historia de ISA. De ahí proviene la extensión de la frase sarcástica plug-and-pray (enchufar y rezar).
Las ranuras PCI fueron el primer puerto de expansión físicamente incompatible con ISA que lograron expulsarla de la placa base. Al principio, las placas base eran en gran parte ISA, incluyendo algunas ranuras del PCI. Pero a mitad de la década de 1990, los dos tipos de ranuras estaban equilibradas, y al poco los ISA pasaron a ser minoría en las computadoras de consumo. Las especificaciones PC 97 de Microsoft recomendaban que los slots ISA se retiraran por completo, aunque la arquitectura del sistema todavía requiera de ISA en modo residual para direccionar las lectoras de disquete, los puertos RS-232, etc. Los slots ISA permanecen por algunos años más y es posible ver placas con un slot Accelerated Graphics Port (AGP) justo al lado de la CPU, una serie de slots PCI, y uno o dos slots ISA cerca del borde.
Es también notable que los slots PCI están "rotados" en comparación con los ISA. Los conectores externos y la circuitería principal de ISA están dispuestos en el lado izquierdo de la placa, mientras que los de PCI lo están en el lado derecho, siempre mirando desde arriba. De este modo ambos slots podían estar juntos, pudiendo usarse solo uno de ellos, lo que exprimía la placa base.
El ancho de banda máximo del bus ISA de 16 bits es de 16 Mbyte/segundo. Este ancho de banda es insuficiente para las necesidades actuales, tales como tarjetas de vídeo de alta resolución, por lo que el bus ISA no se emplea en las PC modernas, en los que ha sido sustituido por el bus PCI.

## Ranura ISA de 8 bits (arquitectura XT)

Ranura ISA de 8 bits, utilizadas por las PC XT.

La arquitectura XT es una arquitectura de bus de 8 bits usada en las PC con procesadores Intel 8086 y 8088, como los IBM PC e IBM PC XT en los años 1980. Precede a la arquitectura AT de 16 bits usada en las máquinas compatibles IBM Personal Computer/AT.
El bus XT tiene cuatro canales de acceso directo a memoria (DMA), de los que tres están en las ranuras de expansión. De esos tres, dos están normalmente asignados a funciones de la máquina: 
| Canal DMA | Expansión | Función estándar            |
| --------- | --------- | --------------------------- |
| 0         | No        | Refresco de la RAM dinámica |
| 1         | Sí        | Tarjetas de ampliación      |
| 2         | Sí        | Controladora de disquetes   |
| 3         | Sí        | Controladora de disco duro  |